# Nacionalni park Great Basin
Nacionalni park Great Basin jedan je od 58 nacionalnih parkova smještenih na području Sjedinjenih Američkih Država.

## Zemljopisni podaci
Ovaj se nacionalni park nalazi na središnjem istoku američke savezne države Nevada uz granicu sa saveznom državom Utah, oko 470 kilometara sjeverno od Las Vegasa. Great Basin se prostire na površini od oko 31.230 hektara. Park je nazvan po suhoj planinskoj regiji Great Basin ((hrv.) Veliki bazen) u kojoj se nalazi, a koja se prostire između gorja Sierra Nevade i planina Wasatch.

## Klima
Nacionalni park Great Basin se nalazi u sušnom području s vrlo malo godišnjih padalina kojih je u obliku snijega najviše tijekom zime, ili tijekom ljeta u vrijeme grmljavinskih oluja. Padaline vrlo brzo isparavaju ili nestaju u podzemnim tokovima te ne dolaze do oceana.
Zime su hladne, ljeta blaga do vruća. Moguće su brze i iznenadne promjene vremenskih uvjeta pogotovo u unutrašnjosti i na većim visinama. Temperature su u špiljama Lehman ujednačene i kreću se oko 10°C uz prosječnu vlažnost zraka od 90% tijekom cijele godine.

## Biljni i životinjski svijet

### Biljni svijet
Iako je većim dijelom pustinja s manje od 10 cm padalina godišnje, u nacionalnom parku Great Basin se može pronaći preko 800 vrsta raznih biljaka od kojih je 13 osjetljivih vrsta. Biljke su se prilagodile suhim pustinjskim uvjetima, a njihova je adaptacija omogućila da prežive u teškim uvjetima i osiguraju raznolika staništa za životinje pa tako mnoge biljke cvjetnice rastu, cvjetaju i proizvode sjeme samo tijekom vlažnog dijela godine, no sjemenke tih biljaka će biti neaktivne sve do prve sezone s dovoljnim količinama vlage, što može trajati godinama.
Neke druge biljke su se prilagodile tako što svoje korijenje rasprostiru u krug do 25 metara oko same biljke te na taj način crpe veće količine vlage. Dlakavo lišće onemogućava brzo isparavnje vode pa biljke mogu dugo opstati bez vode.

### Životinjski svijet
Nacionalni park Great Basin obitavalište je i stanište za 71 vrstu sisavaca, 18 vrsta gmazova, 241 vrstu ptica, 2 vrste vodozemaca te 8 vrsta riba.
U nižim dijelovima park obiluje raznim vrstama sisavaca poput zečeva, vjeverica, raznih vrsta miševa, a u manjoj mjeri kojota, lisica ili jazavaca. Viši dijelovi parka stanište su planinskih lavova, crvenih risova, svizaca, planinskih ovaca, jelena, tvorova itd.

## Vanjske poveznice
- http://www.great.basin.national-park.com/  Arhivirana inačica izvorne stranice od 9. lipnja 2007. (Wayback Machine)
- Great Basin National Park gallery (engl.)

## Ostali projekti
|  | Zajednički poslužitelj ima stranicu o temi Nacionalni park Great Basin    |
|  | Zajednički poslužitelj ima još gradiva o temi Nacionalni park Great Basin |